# 24 uur van Le Mans 2015

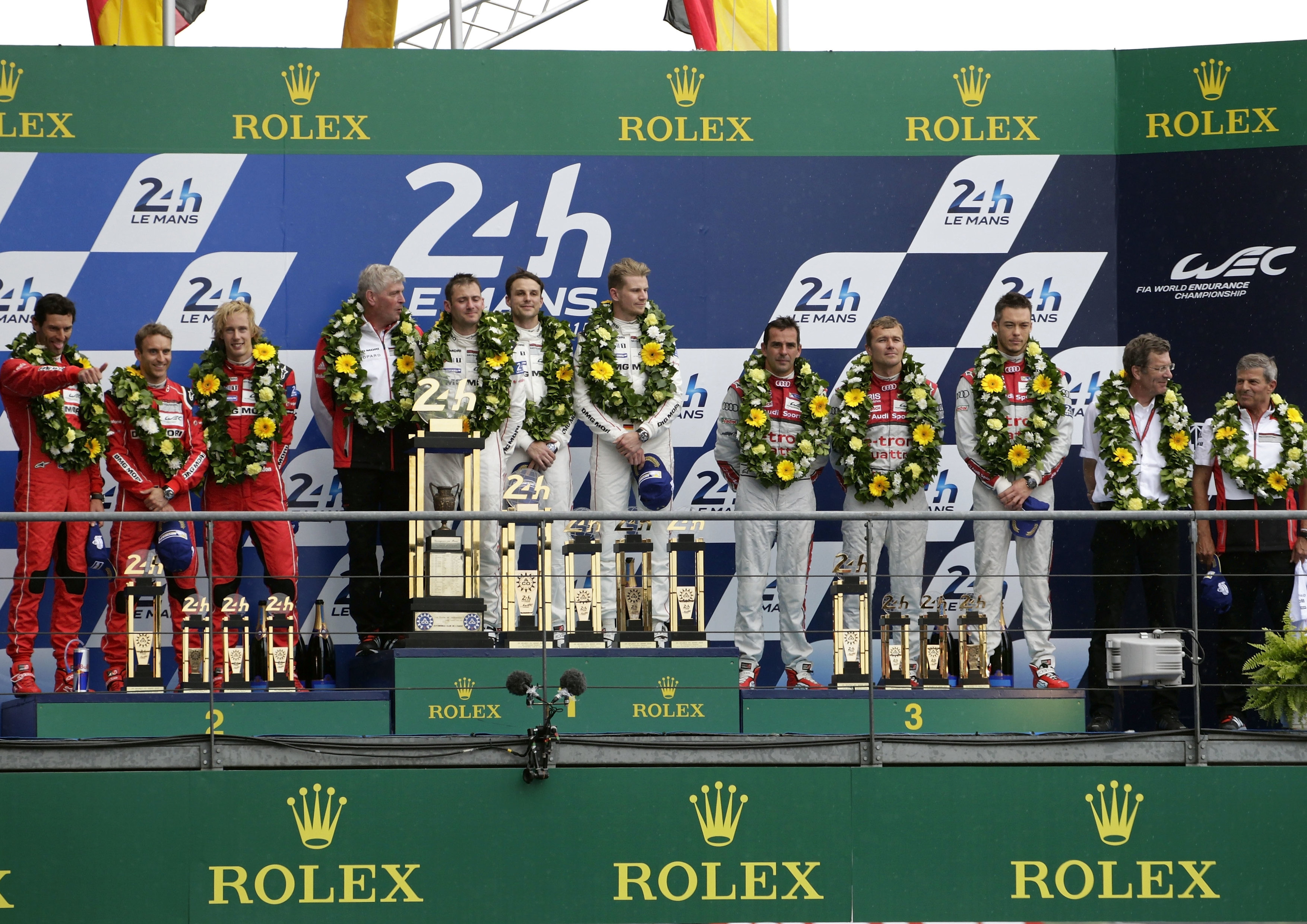
Podium

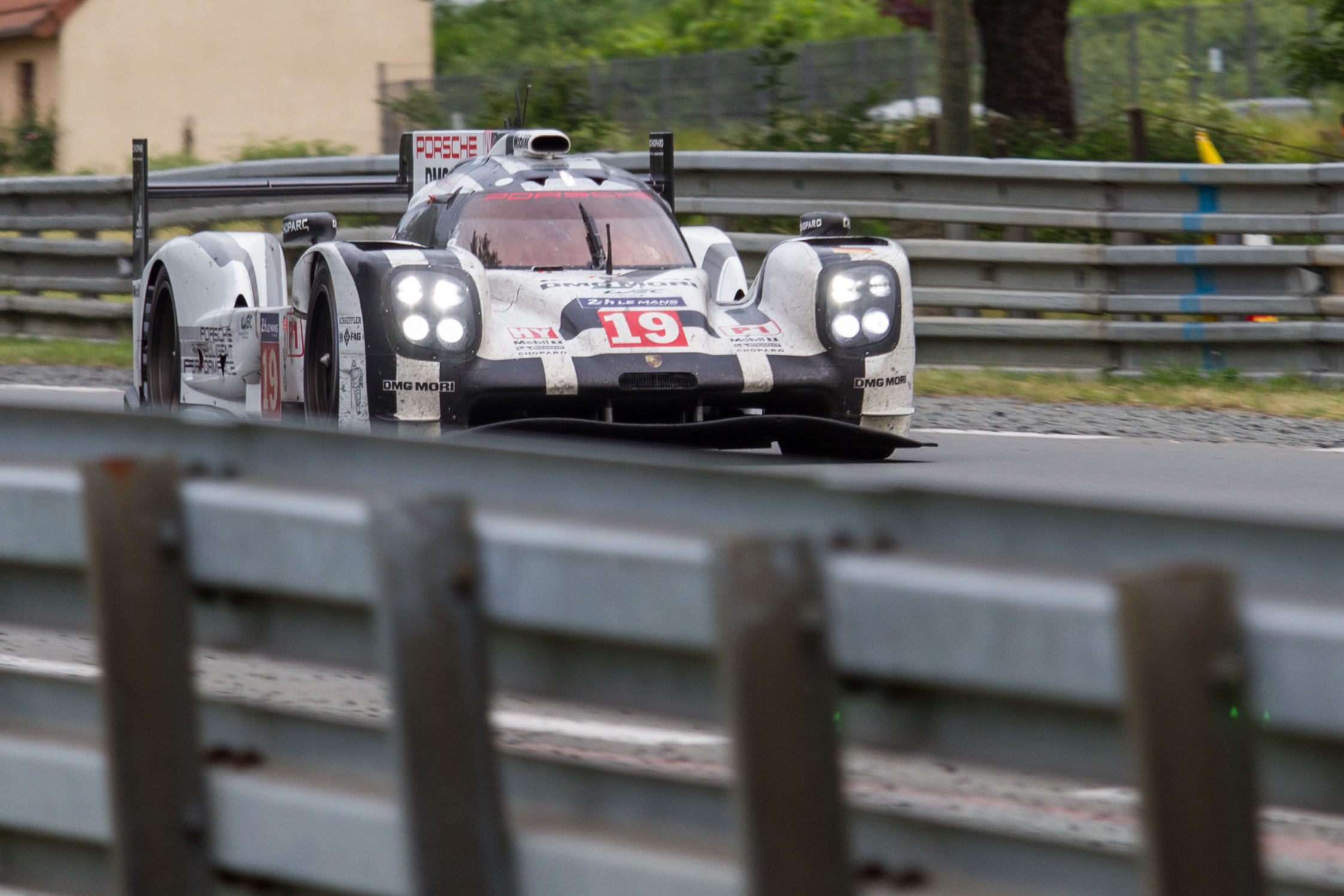
de winnende auto: Porsche 919 Hybrid #19

De 24 uur van Le Mans 2015 was de 83e editie van de legendarische endurancerace. De race werd verreden op 13 en 14 juni 2015 op het Circuit de la Sarthe. Het was de derde race van het FIA World Endurance Championship-seizoen 2015.
Tijdens deze editie kwamen 4 fabrieksteams uit in de hoogste LMP 1 klasse. Toyota kwam als wereldkampioen endurance aan de start met twee TS040 Hybrid's met startnummer #1 en #2. Winnaar van de voorgaande edities Audi schreef drie R18 E-Tron's in, met startnummers #7, #8 en #9. Porsche, dat in 2014 terugkeerde op Le Mans zette drie 919 Hybrid's in met de nummers #17, #18 en #19. De vierde grote constructeur, Nissan keerde terug in de hoogste klasse met drie voorwielaangedreven GT-R LM Nismo's, nummer #21, #22 en #23.
De race werd gewonnen door de Porsche met startnummer #19, bestuurd door Earl Bamber, Nick Tandy en Nico Hülkenberg. Het was de 17e overallzege van Porsche, en de eerste sinds 1998.

## Race
| Pos | Klasse    | No | Team                      | Rijders                                               | Chassis                      | Banden | Rondes |
| Pos | Klasse    | No | Team                      | Rijders                                               | Motor                        | Banden | Rondes |
| --- | --------- | -- | ------------------------- | ----------------------------------------------------- | ---------------------------- | ------ | ------ |
| 1   | LMP1      | 19 | Porsche Team              | Earl Bamber Nick Tandy Nico Hülkenberg                | Porsche 919 Hybrid           | M      | 395    |
| 1   | LMP1      | 19 | Porsche Team              | Earl Bamber Nick Tandy Nico Hülkenberg                | Porsche 2.0 L Turbo V4       | M      | 395    |
| 2   | LMP1      | 17 | Porsche Team              | Timo Bernhard Brendon Hartley Mark Webber             | Porsche 919 Hybrid           | M      | 394    |
| 2   | LMP1      | 17 | Porsche Team              | Timo Bernhard Brendon Hartley Mark Webber             | Porsche 2.0 L Turbo V4       | M      | 394    |
| 3   | LMP1      | 7  | Audi Sport Team Joest     | André Lotterer Marcel Fässler Benoît Tréluyer         | Audi R18 E-Tron Quattro      | M      | 393    |
| 3   | LMP1      | 7  | Audi Sport Team Joest     | André Lotterer Marcel Fässler Benoît Tréluyer         | Audi 4.0 L Turbo Diesel V6   | M      | 393    |
| 4   | LMP1      | 8  | Audi Sport Team Joest     | Loïc Duval Lucas di Grassi Oliver Jarvis              | Audi R18 E-Tron Quattro      | M      | 392    |
| 4   | LMP1      | 8  | Audi Sport Team Joest     | Loïc Duval Lucas di Grassi Oliver Jarvis              | Audi 4.0 L Turbo Diesel V6   | M      | 392    |
| 5   | LMP1      | 18 | Porsche Team              | Marc Lieb Romain Dumas Neel Jani                      | Porsche 919 Hybrid           | M      | 391    |
| 5   | LMP1      | 18 | Porsche Team              | Marc Lieb Romain Dumas Neel Jani                      | Porsche 2.0 L Turbo V4       | M      | 391    |
| 6   | LMP1      | 2  | Toyota Racing             | Alexander Wurz Stéphane Sarrazin Mike Conway          | Toyota TS040 Hybrid          | M      | 387    |
| 6   | LMP1      | 2  | Toyota Racing             | Alexander Wurz Stéphane Sarrazin Mike Conway          | Toyota 3.7 L V8              | M      | 387    |
| 7   | LMP1      | 9  | Audi Sport Team Joest     | Marco Bonanomi Filipe Albuquerque René Rast           | Audi R18 E-Tron Quattro      | M      | 387    |
| 7   | LMP1      | 9  | Audi Sport Team Joest     | Marco Bonanomi Filipe Albuquerque René Rast           | Audi 4.0 L Turbo Diesel V6   | M      | 387    |
| 8   | LMP1      | 1  | Toyota Racing             | Anthony Davidson Sébastien Buemi Kazuki Nakajima      | Toyota TS040 Hybrid          | M      | 386    |
| 8   | LMP1      | 1  | Toyota Racing             | Anthony Davidson Sébastien Buemi Kazuki Nakajima      | Toyota 3.7 L V8              | M      | 386    |
| 9   | LMP2      | 47 | KCMG                      | Matthew Howson Richard Bradley Nicolas Lapierre       | Oreca 05                     | D      | 358    |
| 9   | LMP2      | 47 | KCMG                      | Matthew Howson Richard Bradley Nicolas Lapierre       | Nissan VK45DE 4.5 L V8       | D      | 358    |
| 10  | LMP2      | 38 | Jota Sport                | Simon Dolan Oliver Turvey Mitch Evans                 | Gibson 015S                  | D      | 358    |
| 10  | LMP2      | 38 | Jota Sport                | Simon Dolan Oliver Turvey Mitch Evans                 | Nissan VK45DE 4.5 L V8       | D      | 358    |
| 11  | LMP2      | 26 | G-Drive Racing            | Roman Rusinov Julien Canal Sam Bird                   | Ligier JS P2                 | D      | 358    |
| 11  | LMP2      | 26 | G-Drive Racing            | Roman Rusinov Julien Canal Sam Bird                   | Nissan VK45DE 4.5 L V8       | D      | 358    |
| 12  | LMP2      | 28 | G-Drive Racing            | Gustavo Yacamán Ricardo González Pipo Derani          | Ligier JS P2                 | D      | 354    |
| 12  | LMP2      | 28 | G-Drive Racing            | Gustavo Yacamán Ricardo González Pipo Derani          | Nissan VK45DE 4.5 L V8       | D      | 354    |
| 13  | LMP2      | 48 | Murphy Prototypes         | Nathanaël Berthon Karun Chandhok Mark Patterson       | Oreca 03R                    | D      | 347    |
| 13  | LMP2      | 48 | Murphy Prototypes         | Nathanaël Berthon Karun Chandhok Mark Patterson       | Nissan VK45DE 4.5 L V8       | D      | 347    |
| 14  | LMP2      | 27 | SMP Racing                | Maurizio Mediani David Markozov Nicolas Minassian     | BR Engineering BR01          | M      | 340    |
| 14  | LMP2      | 27 | SMP Racing                | Maurizio Mediani David Markozov Nicolas Minassian     | Nissan VK45DE 4.5 L V8       | M      | 340    |
| 15  | LMP2      | 31 | Extreme Speed Motorsports | Ed Brown Johannes van Overbeek Jon Fogarty            | Ligier JS P2                 | D      | 339    |
| 15  | LMP2      | 31 | Extreme Speed Motorsports | Ed Brown Johannes van Overbeek Jon Fogarty            | Honda HR28TT 2.8 L Turbo V6  | D      | 339    |
| 16  | LMP2      | 45 | Ibañez Racing             | José Ibañez Pierre Perret Ivan Bellarosa              | Oreca 03R                    | D      | 337    |
| 16  | LMP2      | 45 | Ibañez Racing             | José Ibañez Pierre Perret Ivan Bellarosa              | Nissan VK45DE 4.5 L V8       | D      | 337    |
| 17  | LMGTE Pro | 64 | Corvette Racing-GM        | Oliver Gavin Tommy Milner Jordan Taylor               | Chevrolet Corvette C7.R      | M      | 337    |
| 17  | LMGTE Pro | 64 | Corvette Racing-GM        | Oliver Gavin Tommy Milner Jordan Taylor               | Chevrolet 5.5 L V8           | M      | 337    |
| 18  | LMP1      | 13 | Rebellion Racing          | Alexandre Imperatori Dominik Kraihamer Daniel Abt     | Rebellion R-One              | M      | 336    |
| 18  | LMP1      | 13 | Rebellion Racing          | Alexandre Imperatori Dominik Kraihamer Daniel Abt     | AER P60 Turbo V6             | M      | 336    |
| 19  | LMP2      | 29 | Pegasus Racing            | Léo Roussel Ho-Pin Tung David Cheng                   | Morgan LMP2                  | M      | 334    |
| 19  | LMP2      | 29 | Pegasus Racing            | Léo Roussel Ho-Pin Tung David Cheng                   | Nissan VK45DE 4.5 L V8       | M      | 334    |
| 20  | LMGTE Am  | 72 | SMP Racing                | Viktor Shaitar Aleksey Basov Andrea Bertolini         | Ferrari 458 Italia GT2       | M      | 332    |
| 20  | LMGTE Am  | 72 | SMP Racing                | Viktor Shaitar Aleksey Basov Andrea Bertolini         | Ferrari 4.5 L V8             | M      | 332    |
| 21  | LMGTE Pro | 71 | AF Corse                  | Davide Rigon James Calado Olivier Beretta             | Ferrari 458 Italia GT2       | M      | 332    |
| 21  | LMGTE Pro | 71 | AF Corse                  | Davide Rigon James Calado Olivier Beretta             | Ferrari 4.5 L V8             | M      | 332    |
| 22  | LMGTE Am  | 77 | Dempsey-Proton Racing     | Patrick Dempsey Patrick Long Marco Seefried           | Porsche 911 RSR              | M      | 331    |
| 22  | LMGTE Am  | 77 | Dempsey-Proton Racing     | Patrick Dempsey Patrick Long Marco Seefried           | Porsche 4.0 L Flat-6         | M      | 331    |
| 23  | LMP1      | 12 | Rebellion Racing          | Nicolas Prost Nick Heidfeld Mathias Beche             | Rebellion R-One              | M      | 330    |
| 23  | LMP1      | 12 | Rebellion Racing          | Nicolas Prost Nick Heidfeld Mathias Beche             | AER P60 Turbo V6             | M      | 330    |
| 24  | LMGTE Am  | 62 | Scuderia Corsa            | Bill Sweedler Townsend Bell Jeff Segal                | Ferrari 458 Italia GT2       | M      | 330    |
| 24  | LMGTE Am  | 62 | Scuderia Corsa            | Bill Sweedler Townsend Bell Jeff Segal                | Ferrari 4.5 L V8             | M      | 330    |
| 25  | LMGTE Pro | 51 | AF Corse                  | Gianmaria Bruni Giancarlo Fisichella Toni Vilander    | Ferrari 458 Italia GT2       | M      | 330    |
| 25  | LMGTE Pro | 51 | AF Corse                  | Gianmaria Bruni Giancarlo Fisichella Toni Vilander    | Ferrari 4.5 L V8             | M      | 330    |
| 26  | LMGTE Am  | 83 | AF Corse                  | François Perrodo Emmanuel Collard Rui Águas           | Ferrari 458 Italia GT2       | M      | 330    |
| 26  | LMGTE Am  | 83 | AF Corse                  | François Perrodo Emmanuel Collard Rui Águas           | Ferrari 4.5 L V8             | M      | 330    |
| 27  | LMGTE Pro | 95 | Aston Martin Racing       | Christoffer Nygaard Nicki Thiim Marco Sørensen        | Aston Martin V8 Vantage GTE  | M      | 330    |
| 27  | LMGTE Pro | 95 | Aston Martin Racing       | Christoffer Nygaard Nicki Thiim Marco Sørensen        | Aston Martin 4.5 L V8        | M      | 330    |
| 28  | LMP2      | 30 | Extreme Speed Motorsports | Scott Sharp Ryan Dalziel David Heinemeier Hansson     | Ligier JS P2                 | D      | 329    |
| 28  | LMP2      | 30 | Extreme Speed Motorsports | Scott Sharp Ryan Dalziel David Heinemeier Hansson     | Honda HR28TT 2.8 L Turbo V6  | D      | 329    |
| 29  | LMP2      | 35 | OAK Racing                | Jacques Nicolet Jean-Marc Merlin Erik Maris           | Ligier JS P2                 | D      | 328    |
| 29  | LMP2      | 35 | OAK Racing                | Jacques Nicolet Jean-Marc Merlin Erik Maris           | Nissan VK45DE 4.5 L V8       | D      | 328    |
| 30  | LMGTE Pro | 91 | Porsche Team Manthey      | Richard Lietz Michael Christensen Jörg Bergmeister    | Porsche 911 RSR              | M      | 327    |
| 30  | LMGTE Pro | 91 | Porsche Team Manthey      | Richard Lietz Michael Christensen Jörg Bergmeister    | Porsche 4.0 L Flat-6         | M      | 327    |
| 31  | LMGTE Am  | 61 | AF Corse                  | Peter Ashley Mann Raffaele Giammaria Matteo Cressoni  | Ferrari 458 Italia GT2       | M      | 326    |
| 31  | LMGTE Am  | 61 | AF Corse                  | Peter Ashley Mann Raffaele Giammaria Matteo Cressoni  | Ferrari 4.5 L V8             | M      | 326    |
| 32  | LMP2      | 40 | Krohn Racing              | Tracy Krohn Niclas Jönsson João Barbosa               | Ligier JS P2                 | M      | 323    |
| 32  | LMP2      | 40 | Krohn Racing              | Tracy Krohn Niclas Jönsson João Barbosa               | Judd HK 3.6 L V8             | M      | 323    |
| 33  | LMP2      | 37 | SMP Racing                | Mikhail Aleshin Kirill Ladygin Anton Ladygin          | BR Engineering BR01          | M      | 322    |
| 33  | LMP2      | 37 | SMP Racing                | Mikhail Aleshin Kirill Ladygin Anton Ladygin          | Nissan VK45DE 4.5 L V8       | M      | 322    |
| 34  | LMGTE Pro | 99 | Aston Martin Racing V8    | Fernando Rees Alex MacDowall Richie Stanaway          | Aston Martin V8 Vantage GTE  | M      | 320    |
| 34  | LMGTE Pro | 99 | Aston Martin Racing V8    | Fernando Rees Alex MacDowall Richie Stanaway          | Aston Martin 4.5 L V8        | M      | 320    |
| 35  | LMGTE Am  | 68 | Team AAI                  | Han-Chen Chen Gilles Vannelet Mike Parisy             | Porsche 911 RSR              | M      | 320    |
| 35  | LMGTE Am  | 68 | Team AAI                  | Han-Chen Chen Gilles Vannelet Mike Parisy             | Porsche 4.0 L Flat-6         | M      | 320    |
| 36  | LMGTE Am  | 66 | JMW Motorsport            | Kuba Giermaziak Michael Avenatti Abdulaziz al Faisal  | Ferrari 458 Italia GT2       | D      | 320    |
| 36  | LMGTE Am  | 66 | JMW Motorsport            | Kuba Giermaziak Michael Avenatti Abdulaziz al Faisal  | Ferrari 4.5 L V8             | D      | 320    |
| 37  | LMGTE Am  | 67 | Team AAI                  | Gun-San Chen Xavier Maassen Alex Kapadia              | Porsche 911 GT3 RSR          | M      | 316    |
| 37  | LMGTE Am  | 67 | Team AAI                  | Gun-San Chen Xavier Maassen Alex Kapadia              | Porsche 4.0 L Flat-6         | M      | 316    |
| NC  | LMGTE Am  | 98 | Aston Martin Racing       | Paul Dalla Lana Pedro Lamy Mathias Lauda              | Aston Martin V8 Vantage GTE  | M      | 321    |
| NC  | LMGTE Am  | 98 | Aston Martin Racing       | Paul Dalla Lana Pedro Lamy Mathias Lauda              | Aston Martin 4.5 L V8        | M      | 321    |
| NC  | LMP1      | 4  | Team ByKolles             | Simon Trummer Pierre Kaffer Tiago Monteiro            | CLM P1/01                    | M      | 260    |
| NC  | LMP1      | 4  | Team ByKolles             | Simon Trummer Pierre Kaffer Tiago Monteiro            | AER P60 Turbo V6             | M      | 260    |
| NC  | LMP1      | 22 | Nissan Motorsports        | Harry Tincknell Alex Buncombe Michael Krumm           | Nissan GT-R LM Nismo         | M      | 242    |
| NC  | LMP1      | 22 | Nissan Motorsports        | Harry Tincknell Alex Buncombe Michael Krumm           | Nissan VRX30A 3.0 L Turbo V6 | M      | 242    |
| DNF | LMP2      | 34 | OAK Racing                | Chris Cumming Kévin Estre Laurens Vanthoor            | Ligier JS P2                 | D      | 329    |
| DNF | LMP2      | 34 | OAK Racing                | Chris Cumming Kévin Estre Laurens Vanthoor            | Honda HR28TT 2.8 L Turbo V6  | D      | 329    |
| DNF | LMGTE Am  | 53 | Riley Motorsports-TI Auto | Jeroen Bleekemolen Ben Keating Marc Miller            | Dodge Viper SRT GTS-R        | M      | 304    |
| DNF | LMGTE Am  | 53 | Riley Motorsports-TI Auto | Jeroen Bleekemolen Ben Keating Marc Miller            | Dodge 8.0 L V10              | M      | 304    |
| DNF | LMP2      | 42 | Strakka Racing            | Nick Leventis Jonny Kane Danny Watts                  | Strakka Dome S103            | M      | 264    |
| DNF | LMP2      | 42 | Strakka Racing            | Nick Leventis Jonny Kane Danny Watts                  | Nissan VK45DE 4.5 L V8       | M      | 264    |
| DNF | LMGTE Am  | 55 | AF Corse                  | Duncan Cameron Alex Mortimer Matt Griffin             | Ferrari 458 Italia GT2       | M      | 241    |
| DNF | LMGTE Am  | 55 | AF Corse                  | Duncan Cameron Alex Mortimer Matt Griffin             | Ferrari 4.5 L V8             | M      | 241    |
| DNF | LMP1      | 23 | Nissan Motorsports        | Max Chilton Jann Mardenborough Olivier Pla            | Nissan GT-R LM Nismo         | M      | 234    |
| DNF | LMP1      | 23 | Nissan Motorsports        | Max Chilton Jann Mardenborough Olivier Pla            | Nissan VRX30A 3.0 L Turbo V6 | M      | 234    |
| DNF | LMP2      | 46 | Thiriet by TDS Racing     | Pierre Thiriet Ludovic Badey Tristan Gommendy         | Oreca 05                     | D      | 204    |
| DNF | LMP2      | 46 | Thiriet by TDS Racing     | Pierre Thiriet Ludovic Badey Tristan Gommendy         | Nissan VK45DE 4.5 L V8       | D      | 204    |
| DNF | LMGTE Am  | 96 | Aston Martin Racing       | Roald Goethe Stuart Hall Francesco Castellacci        | Aston Martin V8 Vantage GTE  | M      | 187    |
| DNF | LMGTE Am  | 96 | Aston Martin Racing       | Roald Goethe Stuart Hall Francesco Castellacci        | Aston Martin 4.5 L V8        | M      | 187    |
| DNF | LMP2      | 43 | Team SARD Morand          | Pierre Ragues Oliver Webb Zoël Amberg                 | Morgan LMP2 Evo              | D      | 162    |
| DNF | LMP2      | 43 | Team SARD Morand          | Pierre Ragues Oliver Webb Zoël Amberg                 | SARD 3.6 L V8                | D      | 162    |
| DNF | LMP1      | 21 | Nissan Motorsports        | Tsugio Matsuda Lucas Ordóñez Mark Shulzhitskiy        | Nissan GT-R LM Nismo         | M      | 115    |
| DNF | LMP1      | 21 | Nissan Motorsports        | Tsugio Matsuda Lucas Ordóñez Mark Shulzhitskiy        | Nissan VRX30A 3.0 L Turbo V6 | M      | 115    |
| DNF | LMP2      | 36 | Signatech Alpine          | Nelson Panciatici Paul-Loup Chatin Vincent Capillaire | Alpine A450b                 | D      | 110    |
| DNF | LMP2      | 36 | Signatech Alpine          | Nelson Panciatici Paul-Loup Chatin Vincent Capillaire | Nissan VK45DE 4.5 L V8       | D      | 110    |
| DNF | LMGTE Pro | 97 | Aston Martin Racing       | Darren Turner Stefan Mücke Rob Bell                   | Aston Martin V8 Vantage GTE  | M      | 110    |
| DNF | LMGTE Pro | 97 | Aston Martin Racing       | Darren Turner Stefan Mücke Rob Bell                   | Aston Martin 4.5 L V8        | M      | 110    |
| DNF | LMGTE Am  | 50 | Larbre Compétition        | Gianluca Roda Paolo Ruberti Kristian Poulsen          | Chevrolet Corvette C7.R      | M      | 94     |
| DNF | LMGTE Am  | 50 | Larbre Compétition        | Gianluca Roda Paolo Ruberti Kristian Poulsen          | Chevrolet 5.5 L V8           | M      | 94     |
| DNF | LMP2      | 41 | Greaves Motorsport        | Gary Hirsch Jon Lancaster Gaëtan Paletou              | Gibson 015S                  | D      | 71     |
| DNF | LMP2      | 41 | Greaves Motorsport        | Gary Hirsch Jon Lancaster Gaëtan Paletou              | Nissan VK45DE 4.5 L V8       | D      | 71     |
| DNF | LMGTE Am  | 88 | Abu Dhabi-Proton Racing   | Christian Ried Klaus Bachler Khaled Al Qubaisi        | Porsche 911 RSR              | M      | 44     |
| DNF | LMGTE Am  | 88 | Abu Dhabi-Proton Racing   | Christian Ried Klaus Bachler Khaled Al Qubaisi        | Porsche 4.0 L Flat-6         | M      | 44     |
| DNF | LMGTE Pro | 92 | Porsche Team Manthey      | Patrick Pilet Frédéric Makowiecki Wolf Henzler        | Porsche 911 RSR              | M      | 14     |
| DNF | LMGTE Pro | 92 | Porsche Team Manthey      | Patrick Pilet Frédéric Makowiecki Wolf Henzler        | Porsche 4.0 L Flat-6         | M      | 14     |
| DNS | LMGTE Pro | 63 | Corvette Racing-GM        | Jan Magnussen Antonio García Ryan Briscoe             | Chevrolet Corvette C7.R      | M      | –      |
| DNS | LMGTE Pro | 63 | Corvette Racing-GM        | Jan Magnussen Antonio García Ryan Briscoe             | Chevrolet 5.5 L V8           | M      | –      |

## Statistieken
- 55 gestarte auto's – 37 gekwalificeerd aan de finish
- Snelste ronde: 3:17.465/242 km/h in ronde 317 door #7 Audi, André Lotterer (het derde jaar op rij)
- Afstand afgelegd door de winnende LMP1 #19: 395 ronden/ 5,383.455 km
- Gemiddelde snelheid LMP1 #19: 222.31 km/h
- Ronden aan de leiding voor de winnende LMP1 #19: 214
- Voorsprong leidende auto in LMP1: 1 ronde
- Aantal van leiderswisselingen in LMP1: 26
- Aantal pit stops van auto #19: 30
- Safety Car Periodes: 2 uur, 4 minuten
- Totaal aantal overwinningen van Porsche op Le Mans: 17
- Jongste coureur: Léo Roussl (FRA) #29: 19 jaar
- Oudste coureur: Mark Patterson (RSA) #48: 63 jaar

1923 · 1924 · 1925 · 1926 · 1927 · 1928 · 1929 · 1930 · 1931 · 1932 · 1933 · 1934 · 1935 · 1936 · 1937 · 1938 · 1939 · 1940 - 1948 · 1949 · 1950 · 1951 · 1952 · 1953 · 1954 · 1955 (Ramp) · 1956 · 1957 · 1958 · 1959 · 1960 · 1961 · 1962 · 1963 · 1964 · 1965 · 1966 · 1967 · 1968 · 1969 · 1970 · 1971 · 1972 · 1973 · 1974 · 1975 · 1976 · 1977 · 1978 · 1979 · 1980 · 1981 · 1982 · 1983 · 1984 · 1985 · 1986 · 1987 · 1988 · 1989 · 1990 · 1991 · 1992 · 1993 · 1994 · 1995 · 1996 · 1997 · 1998 · 1999 · 2000 · 2001 · 2002 · 2003 · 2004 · 2005 · 2006 · 2007 · 2008 · 2009 · 2010 · 2011 · 2012 · 2013 · 2014 · 2015 · 2016 · 2017 · 2018 · 2019 · 2020 · 2021 · 2022 · 2023 · 2024